# The Land Before Time VIII: The Big Freeze
The Land Before Time VIII: The Big Freeze (En busca del valle encantado 8: La gran helada en España, y La tierra antes del tiempo VIII: La gran helada en Hispanoamérica) es una película estadounidense de animación de 2001 dirigida por Charles Grosvenor y producida por Universal Studios, perteneciente a la franquicia En busca del valle encantado.

## Sinopsis
Nuestros dinosaurios preferidos regresan para vivir la aventura más apasionante de sus vidas. Por primera vez nieva en el valle y todo el mundo se queda perplejo y fascinado, pero no pasa mucho antes de que se den cuanta de que esos copos blancos y esponjosos que tanta diversión ofrecen son en realidad una amenaza para su supervivencia. A pesar de todo, Piecito, Cera, Patito y Petrie están más preocupados por Spike, que se ha quedado encantado con una manada de estegosaurios y ha decidido irse con ellos para escapar de la helada. Cuando Patito le sigue en secreto hasta el misterios Más Allá, Piecito, Cera y Petrie toman la decisión de salir en busca de sus amiguitos sin importarles el mal tiempo.

## Reparto y doblaje
| Personaje                        | Voz en inglés      | Voz en español          |
| -------------------------------- | ------------------ | ----------------------- |
| Piecito                          | Thomas Dekker      | Chelo Molina            |
| Cera                             | Anndi McAfee       | Adelaida López          |
| Patito                           | Aria Noelle Curzon | Yolanda Pérez Segoviano |
| Petrie                           | Jeff Bennett       | Iván Muelas             |
| Abuela de Piecito                | Miriam Flynn       | Matilde Conesa          |
| Señor Trescuernos, padre de Cera | John Ingle         | Carlos Kaniowski        |
| Abuelo de Piecito                | Kenneth Mars       | José Ángel Juanes       |
| Púas                             | Rob Paulsen        | N/D                     |
| Señor Nariz Gruesa               | Robert Guillaume   | Javier Franquelo        |
| Narrador                         | John Ingle         | José María del Río      |
| Tippy                            | Jeremy Suárez      | Sandra Jara             |
| Madre de Tippy                   | Susan Krebs        | Conchi López            |

## Especies de animales que aparecen durante la película
- Apatosaurus
- Triceratops
- Stegosaurus
- Saurolophus
- Pteranodon (No era un dinosaurio)
- Parasaurolophus
- Albertosaurus
- Corythosaurus
- Pachyrhinosaurus

- Datos: Q2301402